# Hipogeu Conill i Aldrich
L'Hipogeu Conill i Aldrich és un sepulcre del municipi de Lloret de Mar (Selva) que forma part de l'Inventari del Patrimoni Arquitectònic de Catalunya. L'hipogeu Conill i Aldrich està ubicat en el marge dret del passeig central del cementiri de Lloret de Mar i té com a matèria primera la pedra de Montjuïc i el marbre de Carrara.

## Descripció
El monument està estructurat en dues parts: per una banda tenim la tomba pròpiament, la qual està coberta amb una làpida i flanquejada per dos petits promontoris, un a cada banda respectivament, sobrelevats els quals estan ornats amb una decoració vegetal la qual ha quedat parcialment tapada per la brutícia i erosió provoada pel pas progressiú del temps.
Mentre que per l'altra, en el que seria la capçalera de la sepultura trobem adossat un gran cos vertical que es manifesta a la pràctica en format d'estela funerària. Una estela la qual està formada per tres elements compositius. En un primer pla trobem una gran creu, la qual adopta la tipologia de les Creus de Terme. La creu està estructurada en tres parts: el basament, on descansa tot el pes, és molt alt cosa que comporta la reducció significativa de les dimensions del fust estriat culminat pel capitell de marcada ascendència floral. Corona tot el conjunt una magnífica creu, de grans proporcions, sota de la qual es pot llegir la paraula "CARITAS" i que està presidida per la imatge de Crist Crucificat en la cara principal i de la Verge Maria en la posterior. No es tracta d'una Creu discreta i freda, sinó tot el contrari, ja que la profusa i espessa ornamentació de tall vegetal amb aquestes tijes i flors carnoses que la cobreixen, li confereixen un caire abarrocat a ulls de l'espectador.
La Creu i l'estela només entren en contacta al nivell del fris en forma de corona floral que capça l'estela i s'imbrica en el complicat ornament vegetal que configura el capitell en què reposa la creu. El seu fust estriat es converteix en eix de simetria de l'estructura de l'estela que, a redós del coronament i de la creu, adoptarà un aspecte d'edicle o de templet protector de les dues figures en baix relleu que neixen del seu interior per disposar-se a ambdós costats d'aquella. Es tracta de dues figures poc definides i aconseguides des del punt de vista estilístic -manca d'expressivitat, poca definició de les vestimentes, poca riquesa de detalls- que esdevenen dues noves versions del tema de l'àngel. Un d'ells és portador del calze i la sagrada forma, representats en baix relleu sobre la coberta d'un llibre, mentre que l'àngel de la dreta és portador d'una àncora. No es tracta de figures gratuïtes, sinó tot el contrari, es tracta de representacions al·legòriques de l'Esperança i la Fe com així ho demostra els respectius rètols ubicats sota el fris floral del templet que les aixopluga. Així l'àngel que porta l'àncora representaria l'Esperança "SPES", mentre que el de l'esquerra al·ludeix a la Fe "FIDES". Això demostra que aquest monument funerari està impregnat d'una forta simbologia cristiana: l'Esperança sobre l'àngel portador de l'àncora, la Fe sobre el qui recull la representació del calze i, finalment, la virtut de la Caritat al que seria el capitell de la columna que ens condueix al crucifix, condició imprescindible de la salvació.
Les dues parts estan complementades respectivament amb sengles inscripcions. Així sobre la làpida i amb unes lletres de mida gran hi podem llegir "JUAN CONILL MONTER E.P.D." Això per una banda, mentre que per l'altra, en la part posterior del cos vertical apreciem la següent inscripció: "PROPIEDAD DE CLARA ALDRICH VDA DE CONILL". Aquest fet demostra la gran importància que tenien les inscripcions a manera de llegendes en les tombes de Bonaventura Conill i Montobbio. Una importància que ja veiem també present en l'Hipogeu Mataró i Vilallonga.

## Història
La construcció de l'hipogeu Conill i Aldrich i paral·lelament la dels hipogeus Mataró i Vilallonga, Bandrich, Durall i Carreras i Pujol i Conill també al cementiri de Lloret s'han atribuït a l'arquitecte Bonaventura Conill i Montobbio, el qual va ser un arquitecte i dibuixant del segle XIX-XX, nascut a Barcelona en el 1875 i mort en la mateixa ciutat en el 1946. Amb el títol d'arquitecte expedit el 1898, va ser un visitant asidu del taller d'Antoni Gaudí. Si Puig i Cadafalch es reconeixia deixeble de Domenech i Montaner, al mestratge del qual caldria afegir el de Gallissà, Bonaventura Conill manifestà de forma oberta i incondicional l'admiració que sentia per Gaudí.
Obra seva va ser la moderna església Parroquial de Sant Romà de Lloret de Mar. En la seva joventut va combinar les tasques d'arquitecte amb les d'il·lustrador, col·laborant en el setmanari Cu-Cut de Barcelona. A part d'aquest hipogeu Bonaventura Conill i Montobbio també és el responsable de la factura de dos edificis importants de Lloret de Mar com són, per una banda l'Antic Escorxador (Lloret de Mar) actual casal de joves de Lloret, mentre que per l'altra l'Antic Can Gelats.
El projecte de construcció de l'hipogeu està datat a l'abril de 1906. La instància per a la seva aprovació data del 24 d'abril de 1906. La propietària de l'hipogeu era Clara Aldrich Lluhí de Conill. L'hipogeu Conill I Aldrich es tracta de la quarta i última obra dissenyada per Bonaventura Conill I Montobbio per al marge dret del passeig Central de la nova Necrópoli.